# Bão nhiệt đới Đại Tây Dương

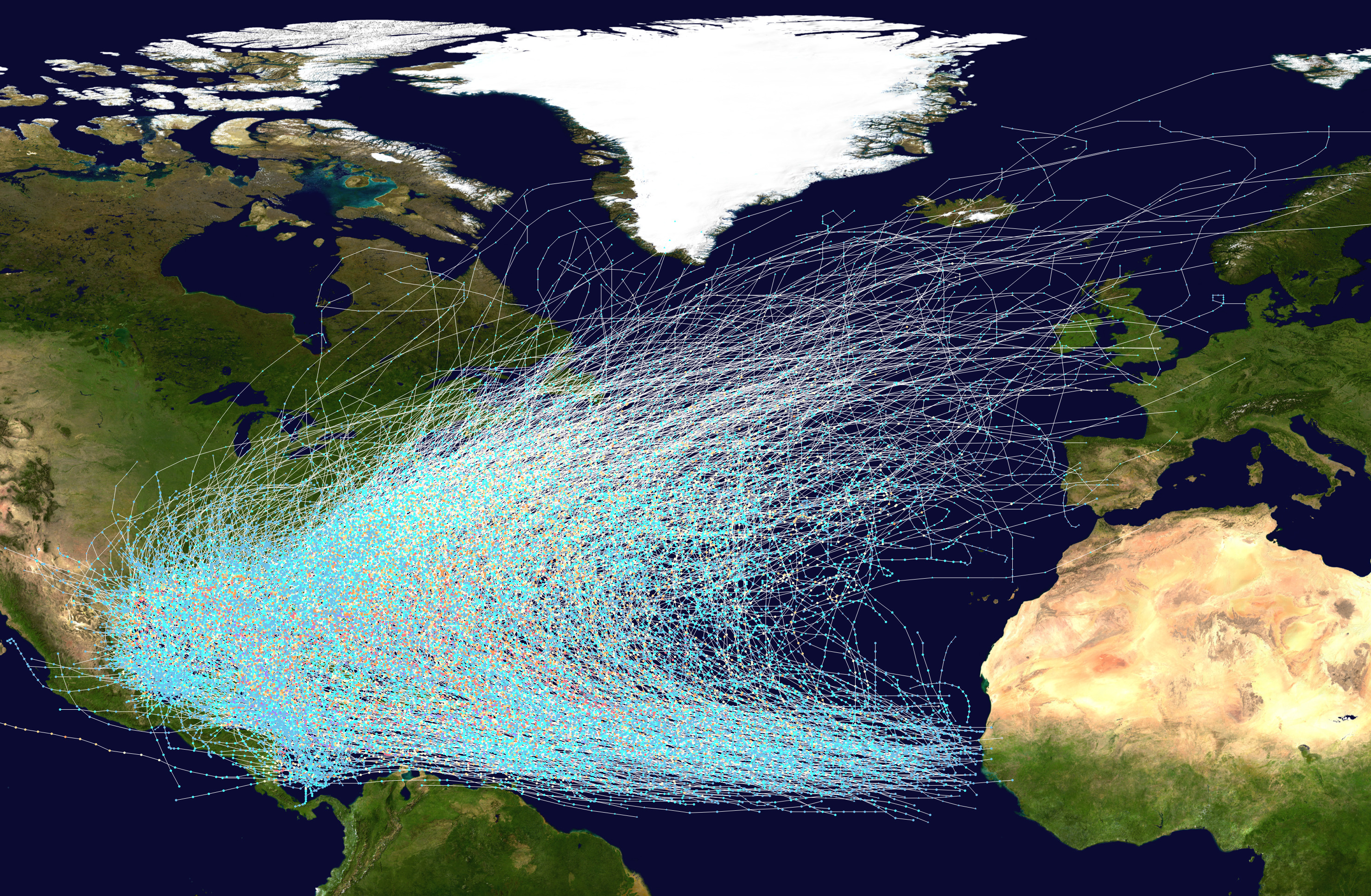
Đường đi của các cơn lốc bão nhiệt đới Bắc Đại Tây Dương (1851-2012)

Bão nhiệt đới Đại Tây Dương (tiếng Anh: hurricane, chữ Hán: 颶風/cụ phong) là một cơn bão xoáy thuận nhiệt đới (tropical cyclone) hình thành ở Đại Tây Dương, thường là vào mùa hè hoặc mùa thu. Cơn bão có tên tiếng Anh hurricane khác với cyclone và typhoon chỉ dựa trên cơ sở vị trí. Hurricane  là loại bão xảy ra ở Đại Tây Dương và đông bắc Thái Bình Dương, typhoon xảy ra ở Tây Bắc Thái Bình Dương, và cyclone xảy ra ở Nam Thái Bình Dương hoặc Ấn Độ Dương .
Xoáy thuận nhiệt đới có thể được phân loại theo cường độ. Các cơn bão nhiệt đới (Tropical storms) có tốc độ gió ít nhất 39 mph (34 hải lý, 17 m / s, 63 km/h), trong khi hurricane vượt quá 74 mph (64 hải lý, 33 m / s, 119 km/h). Hầu hết các cơn bão nhiệt đới và hurricane Bắc Đại Tây Dương được hình thành từ ngày 1 tháng 6 đến ngày 30 tháng 11. Trung tâm bão quốc gia Hoa Kỳ giám sát lưu vực và đưa ra các báo cáo, giám sát và cảnh báo về các hệ thống thời tiết nhiệt đới cho lưu vực Bắc Đại Tây Dương như một trong những trung tâm khí tượng đặc biệt khu vực cho các cơn xoáy thuận nhiệt đới được Tổ chức Khí tượng Thế giới xác định .
Trong thời gian gần đây, những cơn gió nhiệt đới có cường độ bão nhiệt đới được đặt tên từ một danh sách đã xác định trước. Các cơn bão dẫn đến thiệt hại đáng kể hoặc thương vong có thể được đưa tên ra khỏi danh sách theo yêu cầu của các quốc gia bị ảnh hưởng để ngăn ngừa sự nhầm lẫn nếu một cơn bão tiếp theo được đặt tên trùng nhau. Trung bình, ở lưu vực Bắc Đại Tây Dương (từ năm 1966 đến 2009) có 11,3 cơn bão xảy ra mỗi mùa, trung bình là 6,2 lần trở thành hurricane và 2,3 trở thành hurricane lớn (loại 3 hoặc cao hơn theo thang bão Saffir-Simpson). Đỉnh cao của hoạt động vào khoảng 11 tháng 9 mỗi mùa.
Vào tháng 3 năm 2004, cơn bão Catarina là cơn bão nhiệt đới đầu tiên có cường độ cao như vậy đã từng ghi nhận ở Nam Đại Tây Dương. Từ năm 2011, Trung tâm Thủy văn Hải quân Brasil bắt đầu sử dụng cùng một tỷ lệ Bắc Đại Tây Dương cho các cơn xoáy thuận nhiệt đới ở Nam Đại Tây Dương và chỉ định tên cho những cơn bão đạt tới 35 kn (65 km/h; 40 mph).

## Các yếu tố ảnh hưởng

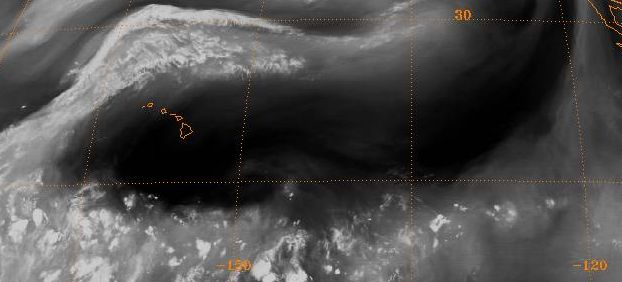
Dãy khí quyển vùng cận nhiệt đới (ở Thái Bình Dương) xuất hiện dưới dạng một vùng đen lớn (khô) trên ảnh vệ tinh hình hơi nước này từ tháng 9 năm 2000

Xoáy thuận nhiệt đới được những dòng chảy xung quanh điều khiển suốt chiều sâu của tầng đối lưu (khí quyển từ mặt đất lên đến độ cao khoảng tám dặm (12 km)). Neil Frank, cựu giám đốc Trung tâm Bão quốc gia Hoa Kỳ, đã sử dụng những ví dụ tương tự như "một chiếc lá được chuyên chở theo một dòng suối" hoặc một "viên gạch chuyển động qua sông không khí" để mô tả luồng khí trong không khí tác động lên con đường của một hurricane băng qua đại dương. Đặc biệt, luồng không khí xung quanh các hệ thống áp suất cao và hướng tới các khu vực áp suất thấp ảnh hưởng đến các tuyến đường cơn bão.
Ở các vĩ độ nhiệt đới, các cơn bão nhiệt đới và hurricane thường di chuyển về phía tây với xu hướng hướng về phía bắc, dưới ảnh hưởng của dãy khí quyển cận nhiệt đới, một hệ thống áp suất cao thường kéo dài về phía đông-tây qua các vùng cận nhiệt đới. Phía Nam của dãy khí quyển cận nhiệt đới, gió ở bề mặt phía đông (thổi từ đông sang tây) chiếm ưu thế. Nếu dãy khí quyển cận nhiệt đới bị suy yếu bởi một lưu vực áp suất thấp, một cơn lốc xoáy nhiệt đới có thể chuyển hướng cực và sau đó uốn ngược lại  hoặc quay ngược về phía đông bắc vào vòng đai chính của Westerlies. Cực bắc (phía bắc) của dãy khí quyển cận nhiệt đới, gió tây chiếm ưu thế và thường lái các cơn xoáy thuận nhiệt đới đến các vĩ độ phía bắc về phía đông. Westerlies cũng lái các cơn xoáy thuận ngoài nhiệt đới với các frông lạnh và nóng của chúng từ tây sang đông.

## Cường độ
| Những cơn bão mạnh nhất trên Đại Tây Dương                                          | Những cơn bão mạnh nhất trên Đại Tây Dương | Những cơn bão mạnh nhất trên Đại Tây Dương | Những cơn bão mạnh nhất trên Đại Tây Dương | Những cơn bão mạnh nhất trên Đại Tây Dương | Những cơn bão mạnh nhất trên Đại Tây Dương |
| Hạng                                                                                | Bão                                        | Mùa bão                                    | Áp suất                                    | Áp suất                                    |                                            |
| Hạng                                                                                | Bão                                        | Mùa bão                                    | hPa                                        | inHg                                       |                                            |
| ----------------------------------------------------------------------------------- | ------------------------------------------ | ------------------------------------------ | ------------------------------------------ | ------------------------------------------ | ------------------------------------------ |
| 1                                                                                   | Wilma                                      | 2005                                       | 882                                        | 26,05                                      |                                            |
| 2                                                                                   | Gilbert                                    | 1988                                       | 888                                        | 26,23                                      |                                            |
| 3                                                                                   | "Labor Day" ("Ngày Lao động")              | 1935                                       | 892                                        | 26,34                                      |                                            |
| 4                                                                                   | Rita                                       | 2005                                       | 895                                        | 26,43                                      |                                            |
| 5                                                                                   | Allen                                      | 1980                                       | 899                                        | 26,55                                      |                                            |
| 6                                                                                   | Camille                                    | 1969                                       | 900                                        | 26,58                                      |                                            |
| 7                                                                                   | Katrina                                    | 2005                                       | 902                                        | 26,64                                      |                                            |
| 8                                                                                   | Mitch                                      | 1998                                       | 905                                        | 26,73                                      |                                            |
| 8                                                                                   | Dean                                       | 2007                                       | 905                                        | 26,73                                      |                                            |
| 10                                                                                  | "Cuba"                                     | 1924                                       | 910                                        | 26,88                                      |                                            |
| 10                                                                                  | Ivan                                       | 2004                                       | 910                                        | 26,88                                      |                                            |
| Nguồn: Cơ sở dữ liệu về các cơn bão Đại Tây Dương của Trung tâm Bão Quốc gia Hoa Kỳ |                                            |                                            |                                            |                                            |                                            |

Nói chung, cường độ của một cơn xoáy thuận nhiệt đới được xác định bởi cơn gió lớn nhất của bão hoặc áp suất khí quyển thấp nhất. Bảng dưới đây liệt kê các cơn bão Đại Tây Dương mạnh nhất dưới áp suất khí quyển thấp nhất của chúng. Xét về tốc độ gió, cơn bão Allen (năm 1980) là cơn xoáy thuận nhiệt đới Đại Tây Dương mạnh nhất, với sức gió cao nhất là 310 km / giờ. Tuy nhiên, những đo lường này bị nghi ngờ vì dụng cụ dùng để ghi lại tốc độ gió vào thời điểm đó có thể sẽ không chịu nổi gió mạnh như vậy . Dù vậy, áp suất trung tâm của chúng đủ thấp để xếp chúng vào những cơn bão Đại Tây Dương mạnh nhất được ghi nhận .
Do cường độ của nó, các cơn bão Đại Tây Dương mạnh nhất đều đạt được phân loại 5. Cơn bão Opal, cơn bão mạnh nhất thuộc loại 4 được ghi lại, tăng cường để đạt được áp suất tối thiểu 916 mbar (hPa, 27.05 inHg), một áp suất điển hình của các cơn bão cấp 5. Tuy nhiên, áp suất vẫn còn quá cao để liệt kê Opal là một trong mười cơn xoáy thuận nhiệt đới mạnh nhất ở Đại Tây Dương . Hiện tại, bão Wilma là trận bão lớn nhất của Đại Tây Dương từng được ghi nhận, sau khi đạt cường độ 882 mbar (hPa, 26.05 inHg) vào tháng 10 năm 2005, điều này cũng khiến Wilma là cơn bão nhiệt đới mạnh nhất trên khắp thế giới bên ngoài Tây Thái Bình Dương , nơi có 7 cơn lốc xoáy nhiệt đới được ghi lại nổi bật về độ áp suất thấp  Tuy nhiên, sau đó nó bị cơn bão Patricia qua mặt vào năm 2015 ở phía đông Thái Bình Dương, có áp suất 872 mbar. Trước Wilma là bão Gilbert, mà cũng từng giữ kỷ lục về cơn bão Đại Tây Dương dữ dội nhất trong 17 năm. Cơn bão Ngày Lao động năm 1935, với áp xuất là 892 mbar (hPa, 26.34 inHg), là cơn bão lớn nhất thứ ba của Đại Tây Dương và cơn lốc xoáy nhiệt đới mạnh nhất trước năm 1950 được ghi nhận. Kể từ khi các đo lường được thực hiện trong cơn bão Wilma và Gilbert được ghi lại bằng cách sử dụng khí cụ thăm dò được thả xuống (dropsonde), áp suất này vẫn là thấp nhất đo được trên đất liền .
Bão Rita là cơn bão lớn nhất thứ tư về áp suất khí quyển và là một trong ba cơn lốc xoáy nhiệt đới từ năm 2005 trên danh sách, trong số đó Wilma và Katrina đứng đầu và thứ sáu. Tuy nhiên, với áp suất khí quyển là 895 mbar (hPa, 26.43 inHg), Rita là cơn bão nhiệt đới mạnh nhất từng được ghi nhận ở vịnh Mexico. Cơn bão Camille, Mitch và Dean chia sẻ cường độ cho cơn bão mạnh nhất thứ bảy ở Đại Tây Dương với 905 mbar (hPa, 26,73 inHg). Chia sẻ vị trí thứ 10 đối với cơn bão nhiệt đới mạnh nhất ở Đại Tây Dương là bão Ivan và cơn bão không tên vào năm 1932, cả hai đều được liệt kê với áp suất xuống thấp đến 910 mbar (hPa, 26,88 inHg).
Nhiều cơn lốc xoáy nhiệt đới mạnh nhất đã bị suy yếu trước khi cuối cùng đạt tới đất liền hay tan biến. Tuy nhiên, ba trong số các cơn bão vẫn còn đủ mạnh khi đổ bộ lên đất liền để được coi là một trong những cơn bão đổ bộ mạnh nhất - ba trong số 11 cơn bão trong danh sách tạo thành ba cơn bão đổ bộ Đại Tây Dương có cường độ cao nhất trong lịch sử ghi lại được. Trận bão Ngày Lao động vào năm 1935 đã đổ bộ đất liền ở cường độ cao điểm, làm cho nó trở thành cơn lốc xoáy Đại Tây Dương đổ bộ mạnh nhất. Mặc dù nó yếu đi một chút trước khi đi qua bán đảo Yucatán, Hurricane Gilbert vẫn duy trì áp lực 900 mbar (hPa, 26.58 inHg) khi tới đất liền, làm cho nó trở nên mạnh thứ hai. Tương tự, cơn bão Dean đã đổ bộ vào bán đảo, mặc dù với cường độ cao điểm nhưng áp suất khí quyển cao hơn; cuộc đổ bộ của nó đánh dấu cơn bão mạnh thứ ba trong lịch sử bão Đại Tây Dương.

## Khí hậu học
| Số tổng cộng và trung bình các bão nhiệt đới theo tháng (1851–2015) | Số tổng cộng và trung bình các bão nhiệt đới theo tháng (1851–2015) | Số tổng cộng và trung bình các bão nhiệt đới theo tháng (1851–2015) | Số tổng cộng và trung bình các bão nhiệt đới theo tháng (1851–2015) |
| Tháng                                                               | Tổng cộng                                                           | Trung bình mỗi năm                                                  |                                                                     |
| ------------------------------------------------------------------- | ------------------------------------------------------------------- | ------------------------------------------------------------------- | ------------------------------------------------------------------- |
| 1 — 4                                                               | 5                                                                   | <0.05                                                               |                                                                     |
| 5                                                                   | 21                                                                  | 0.1                                                                 |                                                                     |
| 6                                                                   | 87                                                                  | 0.5                                                                 |                                                                     |
| 7                                                                   | 118                                                                 | 0.7                                                                 |                                                                     |
| 8                                                                   | 378                                                                 | 2.3                                                                 |                                                                     |
| 9                                                                   | 571                                                                 | 3.5                                                                 |                                                                     |
| 10                                                                  | 336                                                                 | 2.0                                                                 |                                                                     |
| 11                                                                  | 89                                                                  | 0.5                                                                 |                                                                     |
| 12                                                                  | 17                                                                  | 0.1                                                                 |                                                                     |
| Nguồn: NOAA FAQ                                                     |                                                                     |                                                                     |                                                                     |

Khí hậu học mô tả đặc điểm chung của một mùa trung bình và có thể được sử dụng như một trong nhiều công cụ khác để đưa ra dự báo. Hầu hết các cơn bão hình thành trong vùng nước ấm vài trăm dặm về phía bắc của đường xích đạo gần khu hội tụ liên nhiệt đới từ các làn sóng nhiệt đới. Lực Coriolis thường là quá yếu để đủ bắt đầu quay vòng gần xích đạo . Bão thường hình thành trong vùng nước ấm của Vịnh Mexico, biển Caribê, và Đại Tây Dương nhiệt đới ở phía đông như quần đảo Cape Verde, nguồn gốc của các cơn bão kiểu Cape Verde mạnh và kéo dài. Các hệ thống cũng có thể trở thành mạnh hơn qua Gulf Stream ngoài khơi bờ biển phía đông Hoa Kỳ, bất cứ nơi nào nhiệt độ nước vượt quá 26,5 °C (79,7 °F).
Mặc dù hầu hết các cơn bão được tìm thấy ở các vĩ độ nhiệt đới, đôi khi các cơn bão hình thành xa hơn về phía bắc và phía đông do các nhiễu loạn khác ngoài các làn sóng nhiệt đới như frông lạnh và vùng áp suất thấp ở tầng trên. Đây được gọi là cyclone nhiệt đới gây ra bởi độ nghiêng của áp suất (Baroclinity) . Có sự tương quan mạnh mẽ giữa hoạt động bão ở Đại Tây Dương ở vùng nhiệt đới và sự hiện diện của El Nino hoặc La Nina ở Thái Bình Dương. Các sự kiện El Nino tăng cường sức gió trên Đại Tây Dương, tạo ra một môi trường không thuận lợi cho việc hình thành và làm giảm hoạt động nhiệt đới ở lưu vực Đại Tây Dương. Ngược lại, La Niña gây ra sự gia tăng hoạt động do sự giảm tốc độ gió.
Theo giả thuyết Azores High của Kam-biu Liu, mô hình đối pha dự đoán sẽ tồn tại giữa bờ biển Vịnh Mexico và bờ biển Đại Tây Dương của Bắc Mỹ. Trong thời kỳ yên tĩnh (3000-1400 TCN, và đến năm 1000 AD đến nay), một vị trí đông bắc của Azores High sẽ dẫn đến nhiều cơn bão hướng về bờ biển Đại Tây Dương. Trong giai đoạn hiếu động (1400 TCN đến 1000 AD), nhiều cơn bão đã được hướng tới bờ biển Vịnh khi Azores High được chuyển sang một vị trí phía tây nam gần vùng biển Caribbean. Sự dịch chuyển của Azores High phù hợp với các bằng chứng thời cổ đại chứng tỏ sự xuất hiện đột ngột của khí hậu khô hơn ở Haiti khoảng 3200 14C năm BP, và sự thay đổi tới các điều kiện ẩm ướt hơn ở Great Plains trong thời kỳ cuối Thế Holocen khi càng nhiều độ ẩm được bơm vào Thung lũng Mississippi qua bờ biển Vịnh. Dữ liệu mở đầu từ bờ biển phía Bắc Đại Tây Dương dường như ủng hộ giả thuyết Azores High. Một biên bản đại diện 3000 năm từ một hồ ven biển ở Cape Cod cho thấy rằng hoạt động của bão đã tăng đáng kể trong suốt 500-1000 năm qua, giống như bờ biển Vịnh trong giai đoạn im lặng của thiên niên kỷ trước.

### Biến thể theo mùa
Nói theo khí hậu học, khoảng 97% các cơn lốc xoáy nhiệt đới hình thành ở Bắc Đại Tây Dương phát triển giữa các ngày từ 1 tháng 6 đến ngày 30 tháng 11 - những ngày giới hạn mùa bão Đại Tây Dương hiện đại. Mặc dù sự khởi đầu mùa bão hàng năm vẫn giữ nguyên, cuối mùa chính thức của cơn bão đã chuyển tới ngày 31 tháng 10. Bất kể, trung bình một vài năm một cơn bão nhiệt đới phát triển vượt ra ngoài giới hạn của mùa; vào tháng 1 năm 2016 đã có 66 cơn lốc xoáy nhiệt đới trong mùa mưa, với cơn bão Alex gần đây nhất vào năm 2016. Lốc xoáy nhiệt đới đầu tiên của mùa bão năm 1938, được hình thành vào ngày 3 tháng 1, đã trở thành cơn bão và bão nhiệt đới hình thành sớm nhất sau khi phân tích lại kết luận về cơn bão vào tháng 12 năm 2012.
Bão Able xảy ra vào năm 1951 ban đầu được cho là cơn bão lớn hình thành sớm nhất - một cơn bão nhiệt đới với gió lớn hơn 115 dặm / giờ (185 km/h) |group="nb"}} – tuy nhiên theo phân tích sau bão đã xác định rằng Able chỉ đạt đến cấp độ 1 làm cho Hurricane Alma năm 1966 trở thành cơn bão giữ kỷ lục mới; vì nó đã trở thành cơn bão lớn vào ngày 8 tháng 6. Mặc dù nó phát triển trong giới hạn của mùa bão Đại Tây Dương, Bão Audrey năm 1957 trở thành cơn bão đầu tiên phát triển cấp 4 sau khi nó đạt đến cường độ vào ngày 27 tháng 6. Tuy nhiên, phân tích lại từ năm 1956 đến năm 1960 bởi NOAA đã hạ cấp Audrey xuống cấp 3, làm cho cơn bão Dennis năm 2005 trở thành cơn bão cấp 4 đầu tiên được ghi nhận vào ngày 8 tháng 7 năm 2005. Cơn bão cấp 5 hình thành sớm nhất, Emily, đã đạt đến cường độ cao nhất trên thang gió bão Saffir-Simpson vào ngày 17 tháng 7 năm 2005.
Mặc dù kết thúc chính thức của mùa bão Đại Tây Dương xảy ra vào ngày 30 tháng 11, ngày 31 tháng 10 và 15 tháng 11 cũng đánh dấu lịch sử ngày kết thúc chính thức của mùa bão. Tháng 12, tháng duy nhất của năm sau mùa bão, có đặc trưng hình thành áp suất thấp của 14 cơn lốc xoáy nhiệt đới. Bão nhiệt đới Zeta vào năm 2005 là cơn bão nhiệt đới trễ nhất đạt được cường độ bão nhiệt đới như đã xảy ra vào ngày 30 tháng 12. Tuy nhiên, cơn bão thứ hai Alice vào năm 1954 là cơn bão nhiệt đới trễ nhất đạt được cường độ hurricane. Cả Zeta và Alice đều là hai cơn bão duy nhất tồn tại trong hai năm lịch sử - những năm 1954-1955 và từ năm 2005 đến năm 2006. Không có cơn bão nào được ghi nhận vượt quá cường độ bão hurricane cấp 1 vào tháng 12. Vào năm 1999, cơn bão Lenny đã vươn tới cường độ cấp 4 vào ngày 17 tháng 11 vì nó đi theo tuyến đường hướng Tây sang Đông chưa từng có ngang qua Caribê; cường độ của nó đã làm cho nó trở thành bão phát triển trễ nhất cấp 4, mặc dù điều này nằm trong giới hạn của mùa bão . Bão Hattie (ngày 27 tháng 10-1 tháng 11 năm 1961) ban đầu được coi là cơn bão hình thành cấp 5 trễ nhất từng xảy ra đã từng được ghi nhận, mặc dù khi phân tích lại cho thấy một hurricane tàn phá Cuba 1932 đã đạt được cường độ này vào một thời điểm trễ nhất. Do đó, điều này làm cơn bão trở thành cơn lốc xoáy nhiệt đới phát triển trễ nhất đạt được tất cả bốn phân loại gió bão Saffir-Simpson.

#### Tháng Sáu

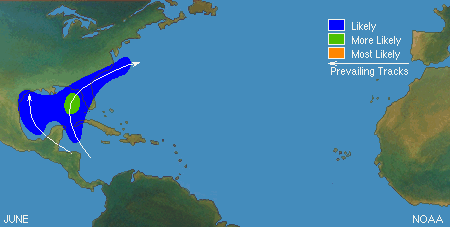
Vị trí điển hình và tuyến đi của hệ thống nhiệt đới vào tháng 6; màu xanh có khả năng, màu xanh lá cây nhiều khả năng, và cam nhiều khả năng nhất

Sự bắt đầu của mùa bão liên quan chặt chẽ nhất với thời gian tăng nhiệt độ bề mặt biển, sự mất ổn định đối lưu, và các yếu tố nhiệt động lực khác. Mặc dù tháng 6 đánh dấu sự bắt đầu của mùa bão, thông thường hoạt động ít xảy ra trong tháng, có trung bình 1 cơn bão nhiệt đới mỗi 2 năm. Các hệ thống nhiệt đới thường hình thành ở vịnh Mexico hoặc ngoài khơi bờ biển phía đông của Hoa Kỳ .
Kể từ năm 1851, tổng cộng 81 cơn bão nhiệt đới và hurricane đã hình thành trong tháng 6. Trong thời kỳ này, hai trong số các hệ thống này đã phát triển ở vùng nhiệt đới sâu ở phía đông Antilles nhỏ . Kể từ năm 1870, ba cơn bão lớn đã hình thành trong tháng 6, đặc biệt là cơn bão Audrey năm 1957. Audrey đạt được cường độ lớn hơn cơn lốc xoáy nhiệt đới Đại Tây Dương vào tháng 6 hoặc tháng 7 cho tới các cơn bão Dennis và Emily năm 2005.

#### Tháng Bảy

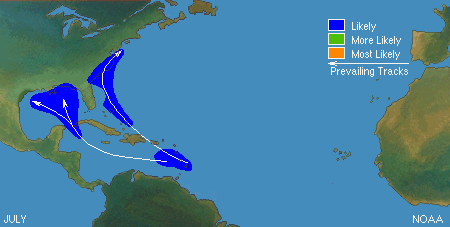
Vị trí điển hình và các tuyến đường trong tháng 7

Không có nhiều hoạt động nhiệt đới xảy ra trong tháng 7, nhưng phần lớn các mùa bão cho thấy có sự hình thành của một cơn lốc xoáy nhiệt đới trong tháng 7. Từ con số trung bình các cơn bão nhiệt đới ở Đại Tây Dương từ năm 1944 đến năm 1996, cơn bão nhiệt đới đầu tiên trong nửa mùa đầu xảy ra vào ngày 11 tháng 7 và cơn thứ hai được hình thành vào ngày 8 tháng 8.
Sự hình thành thường xảy ra ở phía Đông biển Caribe quanh Antilles nhỏ, ở phía bắc và phía đông của Vịnh Mexico, trong vùng lân cận phía bắc Bahamas, ngoài khơi bờ biển của Carolinas và Virginia trên Gulf Stream. Bão đi về phía tây qua vùng Caribê và sau đó hoặc di chuyển về phía bắc và uốn cong gần bờ biển phía đông của Hoa Kỳ hoặc tiếp tục theo hướng tây bắc vào Vịnh Mexico.
Kể từ năm 1851, tổng cộng 105 cơn bão nhiệt đới đã hình thành trong tháng 7. Kể từ năm 1870, mười trong số những cơn bão này đã đạt đến cường độ bão lớn. Chỉ có cơn bão Emily năm 2005, cơn bão nhiệt đới mạnh nhất tháng 7 ở lưu vực Đại Tây Dương, đã đạt được trạng thái bão số 5 trong tháng 7, làm cho nó trở thành cơn bão đầu tiên loại 5 trong lịch sử. Bão Bertha trong năm 2008, hình thành ở 22,9 độ tây và kéo dài 17 ngày.

#### Tháng Tám

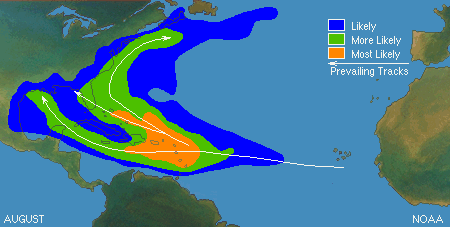
Vị trí điển hình và các tuyến đường trong tháng Tám

Decrease in wind shear from July to August contributes to a significant increase of tropical activity. An average of 2.8 Atlantic tropical storms develop annually in August. On average, four named tropical storms, including one hurricane, occur by August 30, and the first intense hurricane develops by 4 September.
Giảm gió cắt từ tháng 7 đến tháng 8 góp phần làm tăng đáng kể hoạt động nhiệt đới . Trung bình 2,8 cơn bão nhiệt đới Đại Tây Dương phát triển hàng năm vào tháng Tám. Trung bình, bốn cơn bão nhiệt đới được đặt tên, bao gồm một hurricane, xảy ra khoảng ngày 30 tháng 8 và hurricane dữ dội đầu tiên phát triển vào ngày 4 tháng 9.

#### Tháng Chín

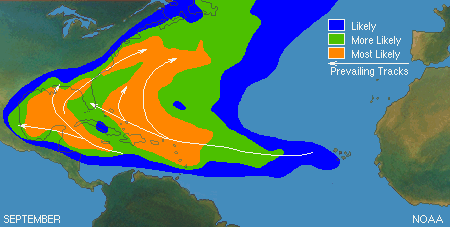
Vị trí điển hình và các tuyến đường trong tháng Chín

Cao điểm của mùa bão xảy ra vào tháng Chín và tương ứng với gió cắt thấp  và nhiệt độ mặt biển nóng nhất. Tháng 9 cho thấy trung bình có 3 cơn bão mỗi năm. Đến khoảng ngày 24 tháng 9, mùa Đại Tây Dương trung bình có 7 cơn bão nhiệt đới được đặt tên, bao gồm 4 hurricane. Ngoài ra, hai cơn bão lớn xảy ra trung bình khoảng ngày 28 tháng 9. Một số ít các cơn lốc xoáy nhiệt đới đi vào đất liền ở những cường độ này.

#### Tháng Mười

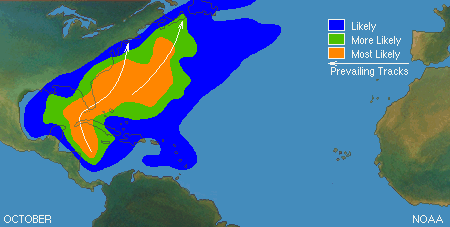
Vị trí điển hình và các tuyến đường trong tháng Mười.

Các điều kiện thuận lợi được tìm thấy trong tháng Chín bắt đầu phân rã vào tháng Mười. Lý do chính cho sự suy giảm hoạt động là gia tăng gió đứt, mặc dù nhiệt độ mặt biển cũng mát hơn so với tháng 9. Hoạt động giảm rõ rệt với 1,8 cơn lốc xoáy phát triển trung bình mặc dù có đỉnh cao thứ cấp về khí hậu vào khoảng ngày 20 tháng 10. Đến ngày 21 tháng 10, một mùa trung bình có 9 trận bão được đặt tên, với 5 là siêu bão. Một cơn siêu bão lớn thứ ba xảy ra sau ngày 28 tháng 9 trong một nửa của tất cả mùa xoáy thuận nhiệt đới ở Đại Tây Dương. Trái ngược với hoạt động giữa mùa, địa điểm trung bình của sự hình thành chuyển hướng về phía tây tới vùng Caribê và Vịnh Mexico, đảo ngược sự tiến triển về phía Đông từ tháng 6 đến tháng 8.

#### Tháng Mười một

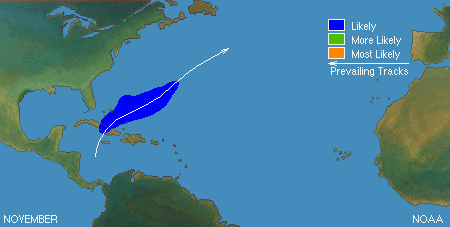
Vị trí điển hình và các tuyến đường trong tháng mười một.

Gió đứt từ gió westerlies vùng rừng nhiệt đới tăng lên đáng kể suốt tháng 11, thông thường ngăn ngừa sự hình thành của bão. Trung bình một cơn bão nhiệt đới hình thành cứ 2 năm một lần vào tháng 11. Trong những dịp hiếm hoi, một cơn siêu bão lớn xảy ra. Những cơn bão dữ dội vào tháng 11 bao gồm bão "Cuba" vào cuối tháng 10 và đầu tháng 11 năm 1932 (cơn bão mạnh nhất tháng 11 ghi nhận là bão cấp 5), cơn bão Lenny vào giữa tháng 11 năm 1999, cơn bão Kate vào cuối tháng 11 năm 1985, sự hình thành bão lớn gần đây nhất cho đến cơn bão Otto (cơn bão cấp 3) của mùa bão năm 2016. Bão Paloma là một cơn bão cấp 4 có tiềm năng rất mạnh đã đổ bộ vào Cuba vào đầu tháng 11 năm 2008.

#### Tháng 12 đến tháng 5
Mặc dù mùa bão được xác định là bắt đầu vào ngày 1 tháng 6 và kết thúc vào ngày 30 tháng 11, đã có một số cơn bão ngoài mùa . Kể từ năm 1870, đã có 32 cơn lốc xoáy ngoài mùa, trong đó 18 vụ đã xảy ra vào tháng 5. Cũng trong khoảng thời gian đó, 9 cơn bão hình thành vào tháng 12, hai lần trong tháng 4, và một lần vào tháng 1, tháng 2 và tháng 3. Trong bốn năm (1887, 1953, năm 1953, 2003, và năm 2007), các cơn lốc xoáy nhiệt đới hình thành ở Bắc Đại Tây Dương trong hoặc trước tháng Năm và trong tháng 12. Vào năm 1887, bốn cơn bão xảy ra ngoài mùa, nhiều nhất trong một năm . Gió đứt dọc theo chiều thẳng đứng và nhiệt độ mặt nước biển thấp thường ngăn ngừa sự hình thành của cơn bão nhiệt đới ngoài mùa .
Lốc xoáy nhiệt đới hình thành trong tất cả các tháng . Bốn siêu bão nhiệt đới đã tồn tại trong tháng Giêng, hai trong số đó được hình thành vào cuối tháng 12: cơn bão Alice thứ hai vào năm 1954/1955 và bão Zeta năm 2005/2006. Hai siêu bão duy nhất được hình thành vào tháng Giêng là cơn bão cấp 1 vào năm 1938, và cơn bão Alex trong năm 2016. Một cơn bão cận nhiệt đới vào tháng Giêng cũng bắt đầu mùa bão năm 1978 ở Đại Tây Dương . Không có siêu bão lớn xảy ra vào ngoài mùa.

## Cực đoan

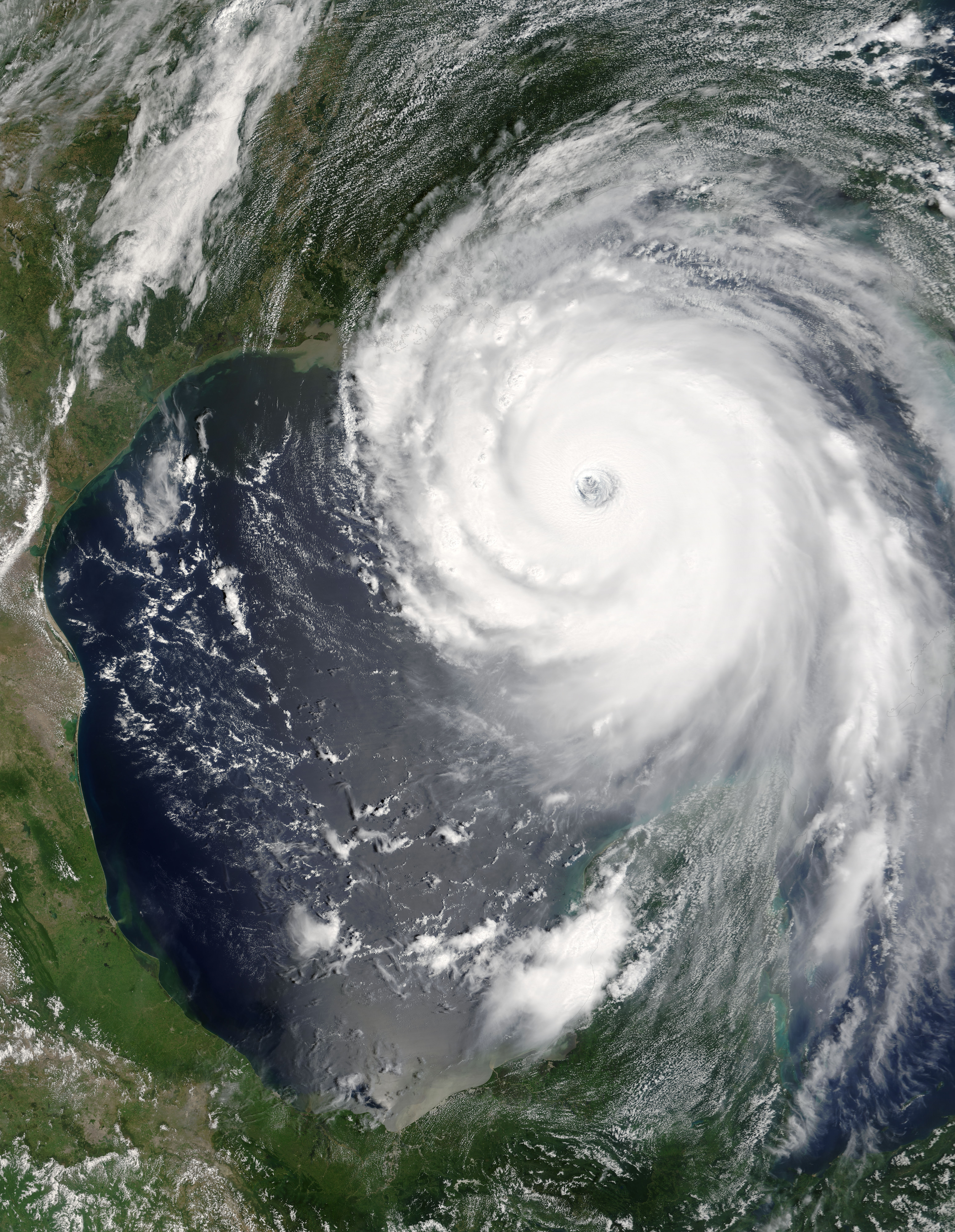
Bão Katrina là bão gây nhiều thiệt hại về của cải nhất và là một trong năm cơn bão làm chết nhiều người nhất trong lịch sử Hoa Kỳ.

- Mùa mà trong đó nhiều cơn bão nhiệt đới được hình thành nhất được ghi lại là mùa bão Đại Tây Dương năm 2005 (28). Mùa đó cũng là mùa trong đó hầu hết các siêu bão được hình thành được ghi nhận (15).[12]
- Mùa bão nhiệt đới Đại Tây Dương năm 2005 và năm 1961 đã có những cơn bão lớn nhất được ghi nhận (7).[12] Mùa bão năm 1950 ở Đại Tây Dương đã từng được cho là có 8 siêu bão, nhưng một phân tích lại cho thấy một vài cơn bão đã yếu hơn suy nghĩ, và do đó kỷ lục được cho mùa năm 2005.
- Mùa hoạt động ít nhất trong lịch sử kể từ năm 1946 (khi cơ sở dữ liệu được coi là đáng tin cậy hơn) là mùa bão năm 1983 ở Tây Đại Tây Dương, với một cơn bão nhiệt đới, hai siêu bão và một cơn siêu bão lớn. Nhìn chung, mùa bão năm 1914 ở Tây Đại Tây Dương vẫn còn ít hoạt động, chỉ có một cơn bão được ghi nhận.[12]
- Cơn bão mạnh nhất (theo áp suất khí quyển) được ghi nhận hình thành ở lưu vực Bắc Đại Tây Dương là Hurricane Wilma (2005) (882 mbar).[12]
- Các cơn bão lớn nhất (đường kính gió) được ghi nhận hình thành ở phía Bắc Đại Tây Dương là cơn bão Sandy (2012) với đường kính gió 1.100 dặm (1.800 km).
- Bão lớn nhất kéo dài lâu nhất là trận bão San Ciriaco năm 1899, kéo dài 27 ngày và 18 giờ dưới dạng siêu bão nhiệt đới [54].
- Cơn bão có tuyến đường dài nhất là cơn bão Faith, mà vận chuyển 6.850 dặm (11.020 km) như một siêu bão nhiệt đới.[55] Bão Faith cũng là cơn lốc xoáy nhiệt đới di chuyển tới cực bắc ở lưu vực Đại Tây Dương.
- Siêu bão gây ra nhiều cơn lốc xoáy (tornado) nhất (127) là siêu bão Ivan (mùa 2004).[12]
- Cơn bão mạnh nhất khi đổ bộ vào đất liền là bão Ngày Lao động vào năm 1935 (892 hPa).[12]
- Bão gây chết người nhiều nhất là trận bão lớn xảy ra năm 1780 (22.000 người tử vong).[56]
- Bão gây chết người nhiều nhất đi vào lục địa Hoa Kỳ là trận bão Galveston năm 1900 có thể đã giết chết 12.000 người.[57]
- Bão gây ra thiệt hại nặng nề nhất (điều chỉnh theo lạm phát) là bão Katrina trong mùa bão năm 2005 gây thiệt hại 108 tỷ USD (năm 2005).[58]
- Cơn bão hình thành nhanh nhất là trận bão Humberto năm 2007. Đây là một siêu bão nhỏ tạo thành và gia tăng nhanh hơn bất kỳ cơn lốc xoáy nhiệt đới nào khác trước khi vào đất liền. Phát triển vào ngày 12 tháng 9 năm 2007, tại Tây Bắc Vịnh Mexico, cơn bão đã nhanh chóng tăng cường độ và tấn công High Island, Texas, với sức gió khoảng 150 dặm / giờ vào đầu ngày 13 tháng 9.

## Xu hướng

Chỉ số năng lượng bão ở Đại Tây Dương tích tụ (ACE) từ NOAA.

Mặc dù số lượng cơn bão ở Đại Tây Dương đã tăng lên từ năm 1995, không có xu hướng toàn cầu rõ ràng. Số lượng bão lốc xoáy nhiệt đới hàng năm trên thế giới vẫn khoảng 87 ± 10. Tuy nhiên, khả năng của các nhà khí hậu học để phân tích dữ liệu dài hạn ở các lưu vực nhất định bị hạn chế do thiếu các dữ liệu lịch sử đáng tin cậy ở một số lưu vực, chủ yếu ở Nam bán cầu. Mặc dù vậy, có một số bằng chứng cho thấy cường độ của các siêu bão đang gia tăng. Năm 2006, Kerry Emanuel cho biết, "Các ghi chép về hoạt động của bão trên khắp thế giới cho thấy cả tốc độ gió và thời gian kéo dài của bão tăng lên. Năng lượng phát ra từ một cơn bão trung bình (xem xét toàn bộ các cơn bão trên khắp thế giới) dường như đã tăng lên khoảng 70 % trong 30 năm trở lại đây, tương ứng với sự gia tăng tốc độ gió cao nhất lên đến 15% và tăng tuổi thọ của bão lên 60%. "  Vào thời điểm đó, Emanuel đã lý thuyết hóa rằng gia tăng nhiệt do sự ấm lên toàn cầu tạo ra xu hướng này, tuy nhiên, một số cho rằng, nghiên cứu của chính Emanuel trong năm 2008 bác bỏ lý thuyết này. Những người khác tranh luận rằng xu hướng này không tồn tại, thay vào đó là một sai lầm do các dữ liệu không chính xác vì các thiết bị đo lường thời kỳ 1970 còn sơ khai. Vecchi và Knutson (2008) đã phát hiện ra một xu hướng tích cực nhưng yếu kém, mặc dù không có ý nghĩa thống kê đáng kể, về số lượng các cơn lốc xoáy nhiệt đới Bắc Đại Tây Dương vào năm 1878-2006, nhưng cũng có sự giảm đáng kể gây ngạc nhiên về thời gian hoạt động các cơn lốc xoáy trong giai đoạn này.
Vào ngày 15 tháng 5 năm 2014, tạp chí Nature xuất bản bài báo từ tháng 10 năm 2013 của James P. Kossin, Kerry A. Emanuel và Gabriel A. Vecchi cho thấy rằng một sự di chuyển cực tồn tại cho các tuyến đường có cường độ cực đại của các cơn bão nhiệt đới hoạt động ở Đại Tây Dương. Trọng tâm của báo cáo là về vĩ độ mà ở đó các cơn lốc xoáy nhiệt đới gần đây ở Đại Tây Dương đang đạt đến cường độ cao nhất. Dữ liệu của họ chỉ ra rằng trong ba mươi năm qua, cường độ cao nhất của những cơn bão này đã chuyển hướng cực ở cả hai bán cầu với tốc độ khoảng 60 km mỗi thập kỷ, khoảng một độ vĩ độ mỗi thập kỷ.
Các trận bão Đại Tây Dương ngày càng gây trầm trọng hơn về tài chính, vì năm trong số 10 cơn bão gây tốn kém nhất trong lịch sử Hoa Kỳ đã xảy ra từ năm 1990.
Theo Tổ chức Khí tượng Thế giới, "sự gia tăng gần đây về tác động xã hội từ các cơn lốc xoáy nhiệt đới phần lớn là do sự gia tăng dân số ngày càng gia tăng và cơ sở hạ tầng ở các vùng ven biển. " Pielke et al. (2008) tiêu chuẩn hoá thiệt hại do các cơn bão ở Hoa Kỳ từ 1900-2005 tới giá trị năm 2005 và không tìm thấy xu hướng gia tăng thiệt hại tuyệt đối. Những năm 1970 và 1980 là đáng chú ý vì số lượng thiệt hại rất thấp so với các thập kỷ khác. Thập kỷ 1996-2005 gây thiệt hại nhiều thứ hai trong 11 thập kỷ qua, chỉ thập kỷ 1926-1935 vượt quá chi phí của nó. Cơn bão duy nhất phá hoại nhất là cơn bão Miami năm 1926, với 157 tỷ đô la bị hư hỏng.
Thông thường một phần vì sự đe dọa của bão, nhiều vùng duyên hải có dân số thưa thớt giữa các cảng lớn cho đến khi có sự xuất hiện của du lịch ô tô; do đó, những phần nghiêm trọng nhất của các siêu bão xung quanh bờ biển có thể đã không được đo lường trong một số trường hợp. Các tác động kết hợp của việc phá hủy tàu bè và đổ bộ của bão tới các vùng xa giới hạn nghiêm trọng con số các cơn bão dữ dội trong ghi nhận chính thức trước kỷ nguyên của máy bay trinh sát bão và khí tượng học vệ tinh. Mặc dù ghi nhận cho thấy một sự gia tăng rõ rệt về số lượng và sức mạnh của các siêu bão dữ dội, do đó, các chuyên gia coi những dữ liệu trước đó là đáng nghi ngờ . Christopher Landsea và các cộng sự ước tính sai lệch ở mức từ 0 đến 6 cơn lốc xoáy nhiệt đới mỗi năm giữa năm 1851 và năm 1885 và từ 0 đến 4 mỗi năm giữa năm 1886 và năm 1910. Những số liệu sai lệch này tính đến kích thước điển hình của bão lốc xoáy nhiệt đới, mật độ các tuyến vận chuyển trên lưu vực Đại Tây Dương, và lượng dân cư ở bờ biển .
Số lượng và cường độ của các siêu bão Đại Tây Dương có thể trải qua một chu kỳ 50-70 năm, còn được gọi là Sự dao động nhiều thập kỷ Đại Tây Dương . Nyberg và các cộng sự viên dựng lại hoạt động bão lớn ở Đại Tây Dương từ đầu thế kỷ thứ mười tám và phát hiện ra năm chu kỳ trung bình 3-5 siêu bão lớn mỗi năm và kéo dài 40-60 năm, và sáu chu kỳ khác trung bình 1.5-2.5 siêu bão lớn mỗi năm và kéo dài 10-20 năm. Những khoảng thời gian này có liên quan đến dao động nhiều thập kỷ Đại Tây Dương. Từ đầu đến cuối, một dao động nhiều thập kỷ liên quan đến bức xạ mặt trời có trách nhiệm nâng cao / làm giảm số lượng cơn bão lớn từ 1-2 mỗi năm .
Mặc dù không phổ biến kể từ năm 1995, vài mùa bão bất thường xảy ra trong giai đoạn 1970-94 . Các trận bão tàn phá xảy ra thường xuyên từ năm 1926 đến năm 60, bao gồm nhiều siêu bão lớn ở New England. Hai mươi mốt cơn bão nhiệt đới Atlantic được hình thành vào năm 1933, một kỷ lục mà chỉ gần đây năm 2005 đã vượt quá, với 28 cơn bão. Các siêu bão nhiệt đới xảy ra không thường xuyên trong các mùa của các năm 1900-25; tuy nhiên, nhiều cơn bão dữ dội hình thành trong giai đoạn 1870-99. Trong suốt mùa năm 1887, 19 cơn bão nhiệt đới đã hình thành, trong đó có kỷ lục 4 trận xảy ra sau ngày 1 tháng 11 và 11 tăng lên thành siêu bão. Rất ít siêu bão xảy ra trong những năm 1840 đến năm 1860; tuy nhiên, nhiều cơn bão đã tấn công vào đầu thế kỷ 19, bao gồm cả một cơn bão năm 1821 gây ảnh hưởng trực tiếp tới thành phố New York. Một số chuyên gia lịch sử thời tiết nói rằng những cơn bão này có thể có cường độ cao đến cấp 4 .
Những mùa bão tố này diễn ra trước thời điểm theo dõi bằng vệ tinh tại lưu vực Đại Tây Dương. Trước khi kỷ nguyên vệ tinh bắt đầu vào năm 1960, bão nhiệt đới hoặc siêu bão không bị phát hiện trừ phi máy bay do thám đối diện, một con tàu báo cáo một chuyến đi qua cơn bão, hoặc một trận bão đổ bộ vào một khu vực đông dân cư. Do đó, hồ sơ chính thức có thể bỏ lỡ những cơn bão mà không có con tàu nào trải qua các cơn gió mạnh, nhận ra nó như là cơn bão nhiệt đới (trái ngược với một cơn lốc xoáy cực nhiệt đới vĩ độ cao, một làn sóng nhiệt đới hoặc một cơn bão ngắn) trở lại cảng, và tường thuật kinh nghiệm.
Các ghi nhận ủy nhiệm dựa trên nghiên cứu cổ sinh vật học đã cho thấy rằng hoạt động của siêu bão lớn dọc theo bờ biển Vịnh Mexico thay đổi theo từng thời điểm từ nhiều thế kỷ đến hàng thiên niên kỷ. Rất ít trận bão lớn đã đổ vào bờ biển Vịnh trong thời gian 3000-1400 TCN và một lần nữa trong thiên niên kỷ gần đây nhất. Những khoảng thời gian yên tĩnh này được phân cách bởi thời kỳ hiếu động trong suốt 1400 năm TCN và 1000 năm SCN, khi bờ biển Vịnh bị các siêu bão tấn công thường xuyên nặng nề và các đổ bộ đất liền của chúng tăng 3-5 lần. Sự thay đổi ở mức thiên niên kỷ này được cho là do sự dịch chuyển dài hạn ở vị trí Azores High, và cũng có thể liên quan đến những thay đổi về sức mạnh của dao động Bắc Đại Tây Dương .
Theo giả thuyết của Azores High, một mô hình đối pha dự đoán sẽ tồn tại giữa bờ Vịnh Mexico và bờ biển Đại Tây Dương. Trong các thời kỳ yên tĩnh, một vị trí đông bắc của Azores High sẽ dẫn đến nhiều cơn bão hướng về bờ biển Đại Tây Dương. Trong giai đoạn hiếu động, nhiều cơn bão hướng về bờ biển Vịnh khi Azores High được chuyển sang vị trí phía tây nam gần vùng biển Caribbean. Sự dịch chuyển của Azores High phù hợp với các bằng chứng thời cổ đại cho thấy một sự khởi đầu đột ngột của khí hậu khô hơn ở Haiti khoảng 3200 14C năm BP  và sự thay đổi đối với các điều kiện ẩm ướt hơn ở Great Plains trong thời kỳ cuối Thế Holocen càng nhiều độ ẩm được bơm vào Thung lũng Mississippi qua bờ biển Vịnh. Dữ liệu mở đầu từ bờ biển phía Bắc Đại Tây Dương dường như ủng hộ giả thuyết Azores High. Một biên bản đại diện 3000 năm từ một hồ ven biển ở Cape Cod cho thấy rằng hoạt động của bão đã tăng đáng kể trong suốt 500-1000 năm qua, giống như bờ biển Vịnh trong giai đoạn im lặng của thiên niên kỷ trước.

## Hậu quả

### Lằn nước lạnh
Bão là những hiện tượng tự nhiên rất mạnh mẽ và chúng để lại đằng sau một dấu vết nơi chúng đi qua. Điều này có thể dễ dàng nhận thấy khi chúng đi qua đất liền và gây ra thiệt hại về tài sản, nhưng ít được chú ý hơn là tuyến đường mà chúng để lại phía sau trong đại dương. Một hiệu ứng đáng chú ý của một siêu bão gần đây là một con đường nước lạnh riêng biệt. Đây được gọi là Lằn lạnh.. Cơn bão rút ra năng lượng từ đại dương, nhưng cụ thể hơn là chúng tăng cường bằng cách lấy năng lượng từ nước ấm. Bão gây ra làm sóng dâng lên cục bộ, kết hợp nước sâu lạnh hơn với nước ở bề mặt ấm. Dòng nhiệt trực tiếp từ bề mặt biển vào trong cơn bão làm giảm SST. Tuy nhiên, chủ yếu là sự trồi lên và trộn lẫn các dòng nước gây ra bởi cơn bão tạo ra lằn nước lạnh sau con mắt cơn bão. Một lằn nước lạnh có thể rộng 50 km và được tìm thấy khoảng 50–100 km bên phải của tuyến đường cơn bão. Ở Đại Tây Dương, tuyến đường của lằn nước lạnh khoảng 75 km về phía bắc-đông bắc của mắt bão. Trong một trường hợp được nghiên cứu, nhiệt độ bề mặt biển có thể giảm xuống hơn 2 °C.